# Kustlångbensslocke
Kustlångbensslocke (Nelima gothica) är en spindeldjursart. Kustlångbensslocke ingår i släktet Nelima, och familjen långbenslockar. Arten är reproducerande i Sverige.